# Krzysztof Wróbel
Krzysztof Wróbel (* 24. Juni 1981) ist ein polnischer Snookerspieler.

## Karriere
2002 gelang Krzysztof Wróbel erstmals der Einzug ins Finale der Polnischen Meisterschaft, in dem er jedoch mit 0:4 gegen Marcin Nitschke verlor. Im selben Jahr schied er bei seiner ersten Teilnahme an der Europameisterschaft in der Vorrunde aus. 2005 erreichte er erstmals die Finalrunde und unterlag in der Runde der letzten 32 dem Isländer Kristjan Helgason mit 3:5. Im Juni 2006 nahm Wróbel am, als Ersatz für die 2005 abgesagte Amateur-Weltmeisterschaft ausgetragenen IBSF World Grand Prix teil, bei dem er jedoch in der Vorrunde ausschied. Im November 2007 schied er bei seiner ersten Teilnahme an der Amateur-Weltmeisterschaft ebenfalls in der Vorrunde aus.
Im Juni 2008 erreichte Wróbel bei der Europameisterschaft die Runde der letzten 32 und verlor dort gegen den Iren Brendan O’Donoghue. Bei der Amateur-WM 2008 zog er in die Runde der letzten 48 ein, in der er jedoch gegen Amir Sarkhosh ausschied. Bei der EM 2009 gelangte er nach einem 4:1-Sieg gegen seinen Landsmann Mariusz Sirko ins Achtelfinale, in dem er dem Engländer David Grace mit 4:5 unterlag. Im Oktober 2009 erreichte er mit dem Achtelfinaleinzug beim vierten Turnier der Saison 2009/10 sein bestes Ergebnis auf der Pontin’s International Open Series. Bei der EM 2010 schied er in der Runde der letzten 32 gegen Patrick Einsle aus.
In der Saison 2010/11 nahm Wróbel an zwei Turnieren der neu eingeführten Players Tour Championship teil. Nachdem er beim Auftaktturnier in der Runde der letzten 128 gegen Peter Ebdon verloren hatte, schied er bei den Brugge Open 2010 in der Qualifikation gegen seinen Landsmann Adam Stefanów aus. Im Juni 2011 schaffte er es zum vierten Mal in Folge in die Finalrunde der Europameisterschaft, bei der er in der Runde der letzten 32 dem Engländer Martin O’Donnell mit 3:4 unterlag. Wenige Tage später bildete er beim World Cup gemeinsam mit Kacper Filipiak das polnische Team, das trotz eines Auftaktsieges gegen die späteren Halbfinalisten Marco Fu und Fung Kwok Wai in der Vorrunde ausschied.
Im September 2011 gelang Wróbel beim Warsaw Classic durch einen 4:0-Sieg gegen den Pakistaner Najmur Khan zum zweiten Mal der Einzug in die Hauptrunde eines PTC-Turniers, in der er Marcus Campbell in der Runde der letzten 128 mit 3:4 unterlag. Bei der Amateur-WM 2011 erreichte er die Runde der letzten 32, in der er mit 3:5 gegen Alok Kumar verlor. Im Februar 2012 nahm er als Wildcardspieler am German Masters teil und damit erstmals an einem vollwertigen Weltranglistenturnier, schied aber bereits in der Wildcardrunde mit 2:5 gegen Paul Davison aus. Im Juli 2012 schied er beim Main-Tour-Einladungsturnier 6-Red World Championship sieglos in der Vorrunde aus. Bei der Polnischen Meisterschaft 2012 zog er ins Finale ein und traf dort auf Marcin Nitschke. Zehn Jahre nach der 0:4-Finalniederlage wurde Wróbel nun durch einen 7:0-Sieg Polnischer Meister. Ein Jahr später schaffte er es erneut ins Finale, verlor jedoch mit 6:7 gegen Michał Zieliński.
Bei der EM 2013 erreichte er das Sechzehntelfinale. Im Oktober 2006 gelang ihm bei der 6-Red-Weltmeisterschaft der IBSF der Einzug ins Viertelfinale, in dem er dem Inder Shivam Arora mit 4:5 unterlag. Bei der Amateur-Weltmeisterschaft 2013 erreichte er nach einem 4:2-Sieg gegen Boonyarit Keattikun die Runde der letzten 32, in der er gegen seinen Landsmann Mateusz Baranowski verlor. Bei den Gdynia Open 2014 schied er in der Vorrunde aus. Im Juni 2014 erreichte Wróbel erneut die Runde der letzten 32 bei der Europameisterschaft, in der er mit 1:5 gegen den Ukrainer Sergiy Isayenko verlor.
Im Februar 2015 schied er bei den Gdynia Open erneut in der Vorrunde aus. Bei der EM 2015 zog er zum dritten Mal in Folge ins Sechzehntelfinale ein, in dem er dem späteren Finalisten Jamie Rhys Clarke mit 1:4 unterlag.
Wróbel spielt derzeit beim Breslauer Billardverein DSB Bandaclub Skytower Wrocław.

## Erfolge

### Finalteilnahmen
| Ausgang         | Jahr | Turnier                 | Finalgegner      | Ergebnis |
| --------------- | ---- | ----------------------- | ---------------- | -------- |
| Amateurturniere |      |                         |                  |          |
| Zweiter         | 2002 | Polnische Meisterschaft | Marcin Nitschke  | 0:4      |
| Sieger          | 2012 | Polnische Meisterschaft | Marcin Nitschke  | 7:0      |
| Zweiter         | 2013 | Polnische Meisterschaft | Michał Zieliński | 6:7      |